# 菊川泰宏
菊川 泰宏（きくかわ やすひろ、1957年7月25日 - ）は、日本の実業家、兼松エレクトロニクス株式会社元代表取締役社長、東京エグゼクティブ・サーチ株式会社リードコンサルタント。

## 人物・経歴
1957年7月25日生まれ。1981年3月、立教大学経済学部卒業。NEC系大手電機メーカーに入社し、経理部／情報システム部に従事。1987年に兼松エレクトロニクス株式会社に営業として入社し、主にクライアントサーバービジネスや、大手CPGユーザーの営業端末展開などを担当。
2000年頃の周辺機器ビジネス転換期には、対応プロジェクトのマネージャーとしてITプロダクト拡販やベンダーマネージメントを行う。同プロジェクトではIBMはじめHP、Lenovo、DELL、VMWare等の外資系ベンダーにおけるTOPパートナー認定の実績を残す。
その後プロダクト事業責任者、営業担当常務取締役を経て、2014年からは代表取締役社長として５期連続最高益及び経常利益の倍増に寄与した。